# John Hedvall
John Halvar Hedvall, född 20 oktober 1920 i Funäsdalen, död 12 maj 2012. var en svensk jurist som var lagman i Borås tingsrätt från 1982 till 1987.
Hedvall blev juris kandidat vid Uppsala universitet 1949 och genomförde sin tingstjänstgöring 1949–1952 innan han 1953 blev fiskal i hovrätten för Övre Norrland. Han blev rådman i Borås rådhusrätt 1968, i Borås tingsrätt 1982-1987.
Hedvall var son till köpman Johan Hedvall och hans maka Kerstin, född Dahlsten. Han var från 1947 gift med Eva, född Norberg 1921.